# Masanobu Ando
Masanobu Ando (japonsko 安藤政信, Ando Masanobu), japonski filmski, televizijski igralec in filmski režiser, * 19. maj 1975, Kawasaki, prefektura Kanagawa.
Leta 1996 je prejel nagrado Japonske akademije za najboljšega novega igralca za vlogo v filmu Kids Return. 
Leta 2003 je režiral svoj prvenec Adagietto.Schhr langsam.

## Filmografija
- Bang Bang Love, Juvenile A (2006)
- Black Kiss (2006)
- Gimmy Heaven (2005)
- Aimless Aegis (2004)
- Synchronicity (2004)
- 69 (2004)
- Short Films (2003)
- Sonic Four Peace Vibe (2003)
- Showa kayo daizenshu (2003)
- Tokyo 10+01 (2003; Tokyo Eleven)
- Drive (2002)
- Gakkou no Kaidan Noroi special (2002)
- Satorare (2001, Transparent: Tribute to a Sad Genius)
- Red Shadow: Akakage (2001; Red Shadow)
- Batoru rowaiaru (2000; Battle Royale)
- Supêsutoraberâzu (2000; Space Travelers)
- Monday (2000)
- Seinen wa kouya wo mezasu (1999; TV serija)
- Poppoya (1999; Railroad Man)
- Adorenarin doraibu (1999; Adrenaline Drive)
- Innocent World (1998)
- Ao no jidai (1998; TV serija)
- Seija no koushin (1998; TV serija)
- Tomodachi no koibito (1997; TV serija)
- Kidzu ritan (1996; Kids Return)
- Rex: kyoryu monogatari (1993)